# Liste des évêques et archevêques de La Paz
Cette liste recense les évêques qui se sont succédé sur le siège de La Paz depuis sa création le 4 juillet 1605. La liste se poursuit avec les archevêques à partir du 18 juin 1943 lorsque le diocèse est élevé au rang d'archidiocèse métropolitain et prend le nom d'archidiocèse de La Paz.

## Évêques
- Diego de Zambrana y Guzmán (4 juillet 1605 - 14 janvier 1608) (évêque élu) nommé évêque de La Plata o Charcas

- Domingo Valderrama y Centeno, O.P (28 mai 1608 - 1615)
- Pedro de Valencia (30 juillet 1617 - 1631)
- Feliciano de la Vega Padilla (5 septembre 1633 - 22 mars 1639) nommé archevêque de Mexico
- Alonso de Franco y Luna (30 mai 1639 - 1645)
  - Francisco de la Serna, O.S.A (21 août 1645 - avril 1647) (évêque élu)
- Luis Antonio de Castro y Castillo (13 janvier 1648 - 7 octobre 1653)
- Martín Velasco y Molina (14 mai 1655 - 1662)
  - Martín de Monsalvo, O.S.A (21 juillet 1664 - ?) (évêque élu)
- Bernardino de Cárdenas Ponce, O.F.M.Obs (1666 - 1668) (évêque élu)
- Gabriel de Guilléstegui, O.F.M.Obs (1 septembre 1670 - 1677)
  - Sede vacante (1677-1680)
- Juan Queipo de Llano y Valdés (23 septembre 1680 - 19 avril 1694) nommé archevêque de La Plata o Charcas
- Bernardo de Carrasco y Saavedra, O.P (19 juillet 1694 - 24 août 1697)
  - Sede vacante (1697-1702)
- Nicolás Urbano de Mata y Haro (12 mai 1702 - 29 décembre 1704)
  - Sede vacante (1704-1708)
- Diego Morcillo Rubio de Auñón de Robledo, O.SS.T (14 mai 1708 - 21 mars 1714) nommé archevêque de La Plata o Charcas
- Mateo Panduro y Villafañe, O.C.D (1 octobre 1714 - 21 mars 1722)
- Alejo Fernando de Rojas y Acevedo (30 août 1723 - 1730)
- Agustín Rodríguez Delgado (17 décembre 1731 - 22 janvier 1742) nommé archevêque de La Plata o Charcas
- Salvador Bermúdez y Becerra (28 février 1742 - 14 juin 1746) nommé archevêque de La Plata o Charcas
- José de Peralta Barrionuevo y Rocha Benavídez, O.P (14 juin 1746 - 17 novembre 1746)
- Matias de Ibáñez (4 septembre 1747 - 25 août 1751 deceduto)
- Diego Antonio de Parada (18 décembre 1752 - 25 janvier 1762) nommé archevêque de Lima
- Gregorio Francisco de Campos (4 mai 1764 - 22 décembre 1789)
- Alejandro José de Ochoa (11 avril 1791 - 5 mai 1796)
- Remigio de La Santa y Ortega (24 juillet 1797 - 10 août 1816)
- Antonio Sánchez Matas, O.F.M.Obs (21 décembre 1818 - 28 avril 1827)
- José María de Mendizábal (15 décembre 1828 - 24 juillet 1835) nommé archevêque de La Plata o Charcas
- Francisco León de Aguirre (19 mai 1837 - 13 juillet 1840) nommé évêque de Santa Cruz de la Sierra
  - Sede vacante (1840-1843)
- José Manuel de Yndaburo (22 juin 1843 - 16 décembre 1844)
  - Sede vacante (1844-1851)
- Mariano Fernández de Córdoba (10 avril 1851 - 2 mai 1868)
- Calisto Clavijo (24 septembre 1868 - 27 avril 1874)
- Juan de Dios Bosque (4 mai 1874 - 9 mai 1890)
- Juan José Baldivia (1 juin 1891 - 5 octobre 1899)
- Nicolás Armentia Ugarte, O.F.M.Rec (12 novembre 1901 - 24 novembre 1909)
- Manuel José Pena (24 octobre 1911 - 10 août 1914)
- Dionisio Ávila † (27 janvier 1916 - 3 juillet 1919)
- Celestino Loza † (20 juin 1920 - 21 janvier 1921)
  - Sede vacante (1921-1924)
- Augusto Sieffert, C.Ss.R (15 novembre 1924 - 24 février 1934)
  - Sede vacante (1934-1938)
- Abel Isidoro Antezana y Rojas, C.M.F (16 janvier 1938 - 18 juin 1943) devient le 1er archevêque de La Paz

## Archevêques
- Abel Isidoro Antezana y Rojas, C.M.F (18 juin 1943 - 5 avril 1967)
- Jorge Manrique Hurtado (27 juillet 1967 - 24 février 1987)
- Luis Sáinz Hinojosa, O.F.M (24 février 1987 - 31 juillet 1996)
- Edmundo Luis Flavio Abastoflor Montero (31 juillet 1996 - 23 mai 2020)
- Percy Lorenzo Galván Flores (23 mai 2020 - )

## Sources
- (en) « Archdiocese of La Paz  : Past and Present Ordinaries », sur catholic-hierarchy.org (consulté le 2 juillet 2023)